# Pączki
I pączki sono dei dolcetti tipici della cucina polacca.

## Caratteristiche e preparazione
I pączki sono frittelle rotonde ricavate da un impasto lievitato e che viene imbevuto di alcool di grano rettificato affinché l'olio non venga assorbito durante la frittura. Spesso i pączki presentano un ripieno dolce che può contenere della composta di frutta, crema bavarese, il powidl o confettura di rose. Spesso, i pączki vengono insaporiti con zucchero a velo, glassa o scorza d'arancia essiccata. I pączki sono correlabili ai krapfen  (da cui differiscono per la maggiore quantità di burro e per la leggera nota alcolica), ai bomboloni o ai donut.